# Conny Wassmuth
Conny Wassmuth est une kayakiste allemande pratiquant la course en ligne née le 4 avril 1983.